# Diplocarpon mespili
Diplocarpon mespili är en svampart som först beskrevs av Paul Sorauer och fick sitt nu gällande namn av B. Sutton 1980. Diplocarpon mespili ingår i släktet Diplocarpon och familjen Dermateaceae.  Arten är reproducerande i Sverige. Inga underarter finns listade i Catalogue of Life.